# Royal Rumble (2002)
Royal Rumble 2002 fue la edición número 15 del Royal Rumble, un evento pago por visión de lucha libre profesional producido por World Wrestling Entertainment (WWE).
El evento tuvo lugar el 20 de enero de 2002 desde el Philips Arena en Atlanta, Georgia. El tema oficial del evento fue "Cocky" de Kid Rock.
Este fue el último Royal Rumble bajo el nombre de WWF.

## Resultados
- Spike Dudley & Tazz derrotaron a Bubba Ray Dudley & Devon (con Stacy Keibler) reteniendo el Campeonato en Parejas de la WWF (5:06).
  - Tazz forzó a D-Von a rendirse con un "Tazzmission".
- William Regal derrotó a Edge ganando el Campeonato Intercontinental (09:45).
  - Regal cubrió a Edge después de un "Power of the Punch".
- Trish Stratus derrotó a Jazz (con Jacqueline como Árbitro especial) reteniendo el Campeonato Femenino de la WWF (03:43).
  - Trish cubrió a Jazz después de un "Bulldog".
- Ric Flair derrotó a Vince McMahon en un Street Fight (14:55).
  - Flair forzó a McMahon a rendirse con un "Figure Four Leglock".
- Chris Jericho derrotó a The Rock reteniendo el Campeonato Indiscutible de la WWF (18:48).
  - Jericho cubrió a The Rock después de un "Roll-up" ayudado de las cuerdas luego de un "Low Blow" y un golpe en el esquinero sin protección.
  - En un principio, The Rock hizo que Jericho se rindiera con el "Sharpshooter", pero Christian y Lance Storm hicieron una distraccion para que el árbitro no pudiera ver nada.
  - Durante la lucha, The Rock le aplicó un "Rock Bottom" al árbitro Nick Patrick por negarse a dar el conteo de 3.
- Triple H ganó el Royal Rumble 2002 (01:09:22).
  - Triple H eliminó finalmente a Kurt Angle, ganando la lucha.
  - Este fue el regreso de HHH a los Cuadrilateros luego de una lesión en su cuadriceps a mediados de mayo de 2001.

## Entradas y eliminaciones en el Royal Rumble

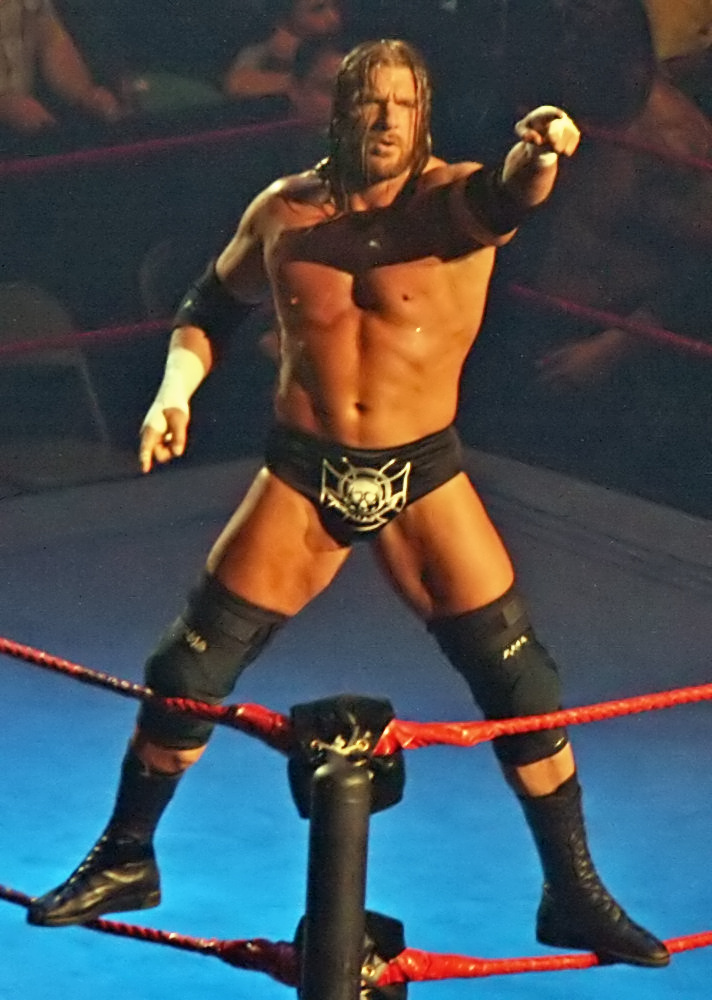
Triple H, ganador del Royal Rumble 2002.

Un nuevo luchador entraba cada 2 minutos.
| Entradas | Entradas                | Eliminado por | Eliminado por       | Tiempo |
| -------- | ----------------------- | ------------- | ------------------- | ------ |
| 1        | Rikishi                 | 6             | Undertaker          | 13:39  |
| 2        | Goldust                 | 4             | Undertaker          | 13:00  |
| 3        | The Boss Man            | 1             | Rikishi             | 03:05  |
| 4        | Bradshaw                | 3             | Billy               | 07:17  |
| 5        | Lance Storm             | 2             | Snow                | 04:46  |
| 6        | Al Snow                 | 5             | Undertaker          | 05:12  |
| 7        | Billy                   | 7             | Undertaker          | 03:37  |
| 8        | The Undertaker          | 10            | Maven               | 07:40  |
| 9        | Matt Hardy              | 9             | Undertaker          | 04:16  |
| 10       | Jeff Hardy              | 8             | Undertaker          | 01:30  |
| 11       | Maven                   | 11            | Undertaker          | 03:34  |
| 12       | Scotty 2 Hotty          | 12            | Diamond Dallas Page | 02:36  |
| 13       | Christian               | 16            | Austin              | 12:14  |
| 14       | Diamond Dallas Page     | 13            | Christian           | 05:15  |
| 15       | Chuck                   | 17            | Austin              | 09:04  |
| 16       | The Godfather           | 15            | Christian and Chuck | 01:48  |
| 17       | Albert                  | 14            | Christian and Chuck | 00:48  |
| 18       | Perry Saturn            | 18            | Austin              | 02:57  |
| 19       | Stone Cold Steve Austin | 27            | Angle y Mr Perfect  | 26:46  |
| 20       | Val Venis               | 19            | Austin              | 02:58  |
| 21       | Test                    | 20            | Austin              | 01:42  |
| 22       | Triple H                | -             | Ganador             | 23:14  |
| 23       | The Hurricane           | 21            | Austin y Triple H   | 00:39  |
| 24       | Faarooq                 | 22            | Triple H            | 00:36  |
| 25       | Mr. Perfect             | 28            | Triple H            | 15:18  |
| 26       | Kurt Angle              | 29            | Triple H            | 16:09  |
| 27       | The Big Show            | 23            | Kane                | 02:45  |
| 28       | Kane                    | 24            | Angle               | 01:02  |
| 29       | Rob Van Dam             | 25            | Booker              | 02:12  |
| 30       | Booker T                | 26            | Austin              | 00:33  |

1. 
2. 
3. 
4. 
5. 
6. 

- - Durante la lucha Lita intervino a favor de The Hardy Boyz.

## Otros roles
| Comentaristas - Jerry "The King" Lawler - Jim Ross Comentaristas en Español - Carlos Cabrera - Hugo Savinovich Árbitros - Earl Hebner - Mike Chioda - Jim Korderas - Jack Doan - Tim White - Theodore Long - Nick Patrick - Charles Robinson - Brian Hebner | Entrevistador - Jonathan Coachman - Michael Cole - Lilian García Otros - Shawn Michaels - Entre el público debido a su lesión - Howard Finkel - Anunciador - Stephanie McMahon |